# Bukit Kelalang
Bukit Kelalang är ett berg i Indonesien.   Det ligger i provinsen Aceh, i den västra delen av landet, 1 600 km nordväst om huvudstaden Jakarta. Toppen på Bukit Kelalang är 1 235 meter över havet, eller 73 meter över den omgivande terrängen. Bredden vid basen är 0,76 km.
Terrängen runt Bukit Kelalang är kuperad åt nordväst, men åt sydost är den bergig. Trakten runt Bukit Kelalang är nära nog obefolkad, med mindre än två invånare per kvadratkilometer. I omgivningarna runt Bukit Kelalang växer i huvudsak städsegrön lövskog.